# Movimento filosófico
Um movimento filosófico é o aparecimento ou o aumento da popularidade de uma determinada linha de pensamento filosófico ou ainda uma aparente mudança do pensamento filosófico sobre um assunto em particular. Os principais movimentos filosóficos são caracterizados com relação à nação, idioma ou período histórico em que apareceram.
Falar de um movimento filosófico pode funcionar como uma maneira mais direta de falar de um grande número de filósofos (e outras pessoas associadas à filosofia, como historiadores, artistas, cientistas ou políticos). Por outro lado, de maneira geral os movimentos filosóficos consistem em um grupo de muitos pensadores que discordam entre si de várias maneiras; é geralmente inapropriado e um pouco caricatural tratar qualquer movimento como um grupo de seguidores com uma opinião uniforme. Mais frequentemente as ideias definidoras de qualquer movimento filosófico são padrões sobre os quais pensadores individuais desenvolvem suas próprias ideias.
Assim como doutrinas e teorias específicas, os movimentos são chamados com o sufixo "ismo". O que torna o movimento identificável e interessante como algo diferente de uma teoria específica é que o movimento consiste num grande número de ideias e de trabalho intelectual em um determinado tempo e espaço. A seguir eis uma lista dos principais movimentos filosóficos, em não muito rígida ordem cronológica:

## Antiguidade
- Cinismo
- Epicurismo
- Hedonismo
- Atomismo
- Neoplatonismo
- Escola Pitagórica
- Realismo platônico [1]
- Pirronismo
- Pré-socráticos
- Estoicismo
- Sofismo

## Idade média
- Averronismo
- Mu'tazili
- Ash'ari
- Maturidi
- Qadariyya
- Kalam
- Murjismo
- Escolástica
- Tomismo
- Patrística
- nominalismo

## Era moderna
- Filosofia analítica -Gottlob Frege, Bertrand Russell, W. V. O. Quine
- Aristotelismo
- Filosofia continental
- Escola de Frankfurt - Teoria crítica
- Darwinismo
- Desconstrutivismo - Jacques Derrida
- Empiricismo - Hobbes
- Iluminismo
- Existencialismo - Søren Kierkegaard, Martin Heidegger, Jean-Paul Sartre
- Materialismo francês
- Idealismo alemão - Immanuel Kant, Fichte, Schelling, Hegel
- Hermenêutica - Martin Heidegger, Hans-Georg Gadamer
- Movimento Potencial Humano
- Logicismo - Gottlob Frege
- Positivismo lógico - Círculo de Viena, Atomismo lógico  (Russell) e Filosofia linguística (Wittgenstein)
- Marxismo
- Modernismo
- Nova era
- Niilismo
- Fenomenologia
- Filosofia pós-moderna e Pós-modernidade
- Pós-estruturalismo
- Pragmatismo
- Romantismo
- Racionalismo
- Estruturalismo
- Transcendentalismo
- Utilitarismo -- Jeremy Bentham, John Stuart Mill

O renascimento, iluminismo e romantismo foram movimentos culturais de maior envergadura que caracterizaram-se por diferentes preocupações filosóficas.

## Movimentos orientais e filosofia africana
Veja Filosofia oriental para ver uma lista de movimentos filosóficos asiáticos.
Veja "Filosofia africana" para ver uma lista de movimentos filosóficos africanos.